# John Amos

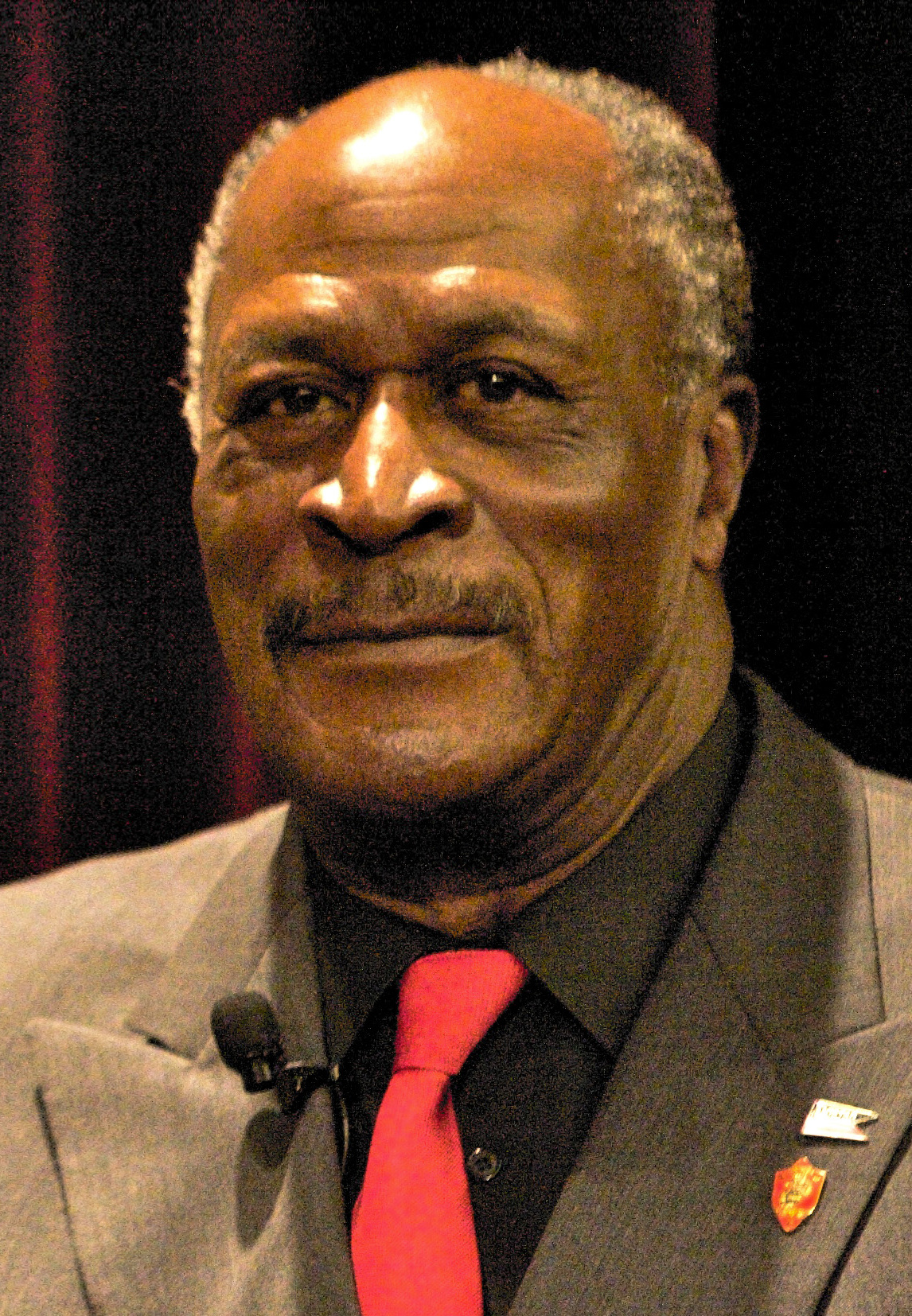
John Amos (2011)

John Allen Amos, Jr. (* 27. Dezember 1939 in Newark, New Jersey; † 21. August 2024 in Inglewood, Kalifornien) war ein US-amerikanischer Schauspieler. Sein Schaffen umfasst rund 110 Film- und Fernsehproduktionen. Für seine Darstellung des erwachsenen Kunta Kinte in der Dramaserie Roots aus dem Jahr 1977 erhielt er eine Emmy-Nominierung.

## Leben

### Frühes Leben und Laufbahn als Football-Spieler
Er wurde 1939 in Newark als Sohn des Automechanikers John Amos Sr. und seiner Frau Annabelle geboren. Während seiner Universitätszeit an der Colorado State University spielte er in der Auswahlmannschaft Football. Nach seinem Universitätsabschluss in Soziologie wurde er Football-Profi beim American-Football-Team der Norfolk Neptunes. Es folgten Stationen bei weiteren Profiteams, aber auch eine Reihe von Verletzungen, die seine Karriere behinderten.
Probetrainings bei prestigeträchtigeren Teams wie den Kansas City Chiefs verliefen erfolglos, und Amos kam nie über Minor-League-Niveau hinaus. Er kommentierte später, er sei „etwas besser als der durchschnittliche Highschool-Football-Spieler“ gewesen. Vor seinem Durchbruch als Schauspieler übte er mehrere andere Jobs aus, so war er Baggerfahrer, Holzfäller, Restaurantmanager, Sozialarbeiter und Werbetexter.

### Im Film- und Fernsehgeschäft

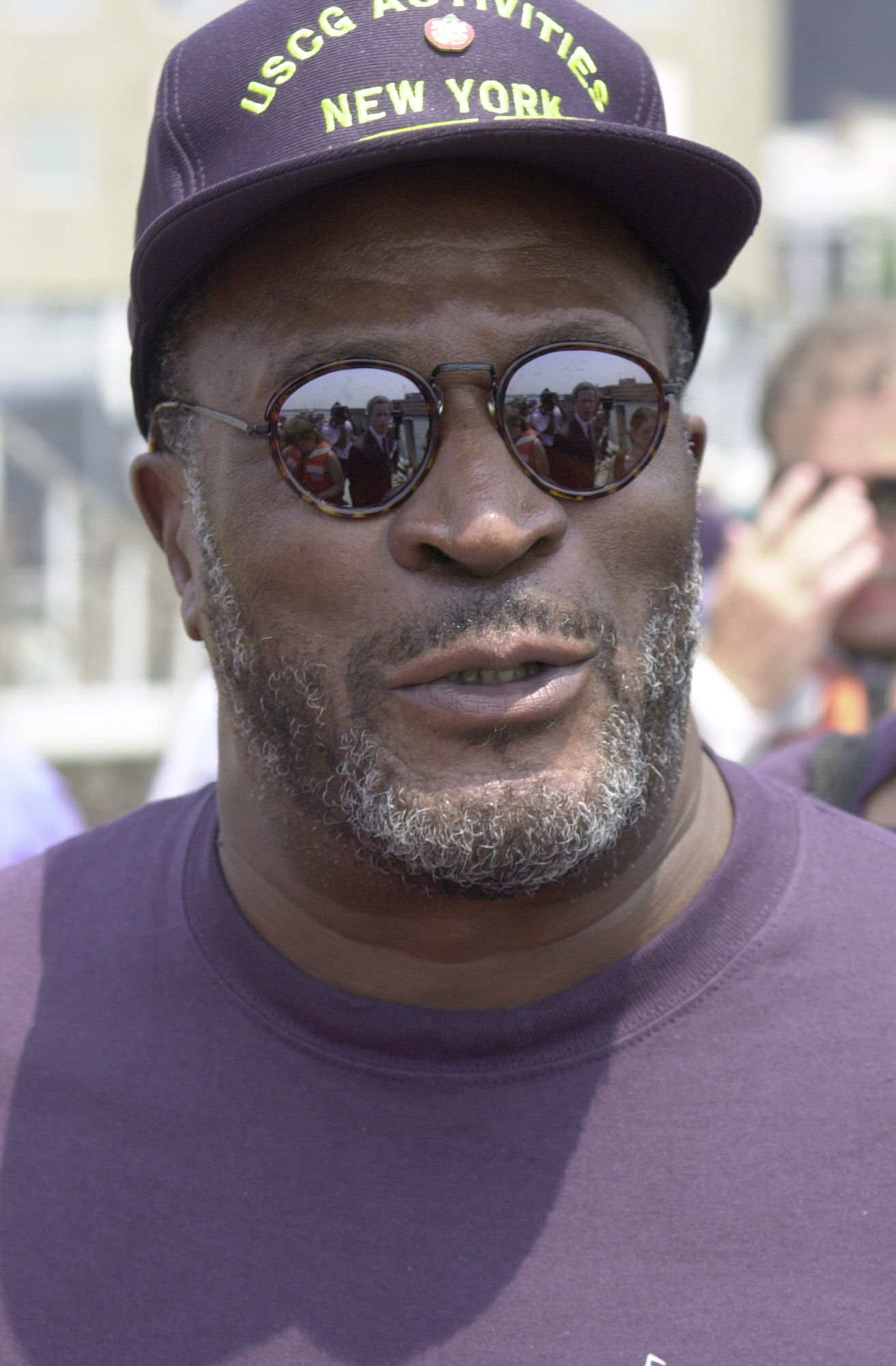
John Amos (2000)

Ins Showgeschäft kam Amos zunächst über das Schreiben von Witzen, in denen er seiner Frustration und Kreativität freien Lauf ließ, und die er in Nachtclubs vortrug. Er siedelte nach Los Angeles über, um bei der Film- und Fernsehindustrie als Comedy-Autor zu arbeiten. Als muskulöser „Schwarzer mit einem 19-Zoll-Hals“ sei ihm nach eigenen Angaben zunächst kaum zugetraut worden, etwas von Komik zu verstehen, er erhielt aber 1969 eine erste Anstellung als Autor bei der Fernsehserie The Leslie Uggams Show.
Bei seiner Arbeit als Autor fiel sein komisches Talent auf, und er hatte ab 1970 erste kleinere Rollen vor der Kamera, etwa in The Bill Cosby Show . Von 1970 bis 1973 hatte er eine wiederkehrende Nebenrolle als Wetteransager Gordy Howard in der damals in den USA sehr populären Sitcom Mary Tyler Moore. Im Film Fluchtpunkt San Francisco hatte er 1971 eine kleine Rolle als Funktechniker, eine erste größere Filmrolle erhielt er 1973 in Big Boy – Der aus dem Dschungel kam.
Seinen Durchbruch erlebte Amos 1974 durch die von Norman Lear produzierte Serie Good Times, eine der ersten amerikanischen Familienserien mit hauptsächlich afroamerikanischer Besetzung, in der er den Familienvater James Evans verkörperte. Obwohl als hart arbeitender dreifacher Familienvater mittleren Alters besetzt, war Amos beim Dreh der Serie erst Mitte Dreißig und 19 Jahre jünger als seine Serienehefrau Esther Rolle. Die Serie war ein Kritiker- und Publikumserfolg, jedoch kritisierte Amos den zunehmend klamaukhaften Ton und einige stereotype Elemente gegenüber Afroamerikanern. Im Streit mit den Produzenten wurde er nach der dritten Staffel entlassen, und seine Figur James starb den Serientod.
Dennoch blieb Amos erfolgreich als Schauspieler im Geschäft und landete 1977 einen Erfolg mit der preisgekrönten Miniserie Roots, in der er als erwachsener Sklave Kunta Kinte eine der zentralen Rollen spielte. Amos entschied sich im Laufe seiner Karriere immer wieder bewusst für Projekte, die starke schwarze Figuren zeigten. Von 1984 bis 1985 war er als Polizist in 13 Folgen der Serie Hunter zu sehen.
Ansonsten spielte er in den 1980er-Jahrne vermehrt in Kinofilmen, so in dem Barbarenfilm Beastmaster – Der Befreier, als Besitzer einer Fastfood-Restaurants in der Komödie Der Prinz aus Zamunda an der Seite von Eddie Murphy und als Gefängniswärter in dem Actionfilm Lock Up – Überleben ist alles neben Sylvester Stallone. 1990 verkörperte er die Rolle des Major Grant im Actionthriller Stirb langsam 2 mit Bruce Willis.
Von 1999 bis 2004 hatte Amos in der Politserie The West Wing – Im Zentrum der Macht eine wiederkehrende Rolle als Admiral Percy Fitzwallace, sowie von 2000 bis 2004 eine weitere wiederkehrende Rolle als Washingtoner Bürgermeister Ethan Baker in der Serie The District – Einsatz in Washington. 2010 verkörperte er einen schwulen Mann in drei Folgen von Two and a Half Men. 2021 wirkte er an der Filmfortsetzung Der Prinz aus Zamunda 2 in seiner Rolle aus dem ersten Teil mit.
Zuletzt trat er 2024 in der Pilotfolge von Suits LA, in der er sich selbst verkörperte, schauspielerisch in Erscheinung. Sein Schaffen umfasst mehr als 110 Film- und Fernsehproduktionen. Im Laufe seiner Schauspielkarriere wurde Amos mit drei TV Land Awards ausgezeichnet und erhielt für seine Darstellung in Roots eine Emmy-Nominierung.

### Weitere Betätigungen
Amos trat auch in Theaterstücken auf, etwa denen von August Wilson, und war 1972 in einer Broadway-Produktion zu sehen. Ebenfalls betätigte er sich gelegentlich als Sänger und nahm das Album We Were Hippies auf. 1994 spielte er im Musikvideo zum Lied Natural Born Killaz von Ice Cube und Dr. Dre mit.

### Privates
Amos war zweimal verheiratet, beide Ehen wurden geschieden. Aus seiner Ehe mit Noel J. Mickelson zwischen 1965 und 1975 entstammen eine Tochter und ein Sohn, seine zweite Ehe führte er von 1978 mit seiner Schauspielkollegin Lillian Lehman. 2023 gerieten handgreiflich gewordene Streitigkeiten zwischen den beiden Kindern von Amos, in dem es auch um ihren mittlerweile pflegebedürftigen Vater ging, in die Schlagzeilen.
John Amos starb im August 2024 im Alter von 84 Jahren, was erst am 1. Oktober des Jahres bekanntgemacht wurde.

## Filmografie (Auswahl)
- 1970: Bill Cosby (The Bill Cosby Show, Fernsehserie, 1 Folge)
- 1970–1973: Mary Tyler Moore (The Mary Tyler Moore Show, Fernsehserie, 13 Folgen)
- 1971: The Funny Side (Fernsehserie, 6 Folgen)
- 1971: Sweet Sweetbacks Lied (Sweet Sweetback’s Baadasssss Song)
- 1973: Big Boy – Der aus dem Dschungel kam (The World’s Greatest Athlete)
- 1973–1974: Maude (Fernsehserie, 3 Folgen)
- 1974–1976: Good Times (Fernsehserie, 61 Folgen)
- 1975: Drehn wir noch’n Ding (Let’s do it Again)
- 1976: Mein Freund, der Roboter (Future Cop, Pilotfilm eine Fernsehserie)
- 1976–1977: Future Cop (Fernsehserie, 7 Folgen)
- 1977: Roots (Fernseh-Miniserie, 3 Folgen)
- 1980: Alcatraz: The Whole Shocking Story
- 1982: Beastmaster – Der Befreier (The Beastmaster)
- 1983: Easy Flyer – Im Dschungel des Schreckens (Dance of the Dwarfs)
- 1983: Love Boat (The Love Boat, Fernsehserie, Folge 6x20)
- 1984–1985: Hunter (Fernsehserie, 13 Folgen)
- 1984: Das A-Team (The A-Team, Fernsehserie, Folge 2x17 „Schwarzbrenner“)
- 1985: Die Sieger – American Flyers (American Flyers)
- 1987: Stingray (Fernsehserie, 1 Folge)
- 1987: Mord ist ihr Hobby (Murder, She Wrote, Fernsehserie, Folge 3x17 „Eiskalt im Ring“)
- 1988: Der Prinz aus Zamunda (Coming to America)
- 1989: Lock Up – Überleben ist alles (Lock Up)
- 1990: Two Evil Eyes (Due occhi diabolici)
- 1990: Stirb langsam 2 (Die Hard 2)
- 1991: Ricochet – Der Aufprall (Ricochet)
- 1994: Ein Hauch von Himmel (Touched By An Angel, Fernsehserie, Folge 1x11)
- 1994–1995: Der Prinz von Bel-Air (The Fresh Prince of Bel-Air, Fernsehserie, 3 Folgen)
- 1995–1997: In the House (Fernsehserie, 12 Folgen)
- 1997: Detektiv Rockford – Detektiv im Rampenlicht (The Rockford Files: Murder and Misdemeanors, Fernsehfilm)
- 1999–2004: The West Wing – Im Zentrum der Macht (The West Wing, Fernsehserie, 21 Folgen)
- 2000: Outer Limits – Die unbekannte Dimension (Fernsehserie, Folge 6x19 Cyber-Zeit)
- 2000: Eine Liebe in Brooklyn (Disappearing Acts)
- 2000–2004: The District – Einsatz in Washington (The District, Fernsehserie, 10 Folgen)
- 2005: Kampf mit dem Schatten (Бой с тенью)
- 2006: Dr. Dolittle 3
- 2008: My Name is Earl (Fernsehserie, 1 Folge)
- 2008: Psych (Fernsehserie, 1 Folge)
- 2006–2008: Men in Trees (Fernsehserie, 27 Folgen)
- 2010: Two and a Half Men (Fernsehserie, 3 Folgen)
- 2010: Lie to Me (Fernsehserie, 1 Folge)
- 2011: Royal Pains (Fernsehserie, 1 Folge)
- 2012: Zombie Hamlet
- 2012: Madea’s Witness Protection
- 2014: Act of Faith
- 2015: Mercy for Angels
- 2015: Tamales and Gumbo
- 2016: Hauntsville
- 2016: Roots
- 2016–2017: The Ranch (Fernsehserie, 4 Folgen)
- 2021: Der Prinz aus Zamunda 2 (Coming 2 America)
- 2022: Me Time
- 2023: The Last Rifleman
- 2024: Suits LA